# 장원석 (기자)
장원석은 대한민국의 기자, 전 아나운서이다.
현재 거주지는 충청북도 청주시이다.

## 학력
- 서강대학교 대학원 방송학과 졸업
- 충남대학교 정치외교학과 졸업
- 보문고등학교 졸업

## 경력
- 2011년 CJB 청주방송 기자(차장)
- 2005년 CJB 청주방송 아나운서
- 1994년 KBS 아나운서

## 데뷔
- 1994년 KBS 11기 공채 아나운서

## 과거 진행 프로그램
- 2010년 ~ 2018년 CJB 8 뉴스
- 2003년 ~ 2004년 KBS 도전 지구탐험대
- 2002년 ~ 2003년 KBS 연예가 중계
- 1999년 1월 ~ 2000년 KBS 추적 60분
- 1998년 ~ 1999년 6월 KBS 도전 지구탐험대
- 1998년 KBS 경제 주부가 나섭시다
- 1995년 11월 ~ 1996년 KBS 이것이 인생이다
- 1995년 11월 ~ 1995년 12월 KBS 생방송 심야토론
- 1995년 8월 ~ 1995년 10월 KBS 부부 행진곡
- 1994년 ~ 1995년 7월 KBS 퀴즈로 배웁시다